# Nebtu
Nebtu va ser una reina egípcia de la XVIII Dinastia. Era l'esposa de Tuthmosis III.
| nb · t | Z1 | w |

| nb · t | Z1 | w |

Va ser representada en un pilar de la tomba del seu marit, la KV34, on s'hi veu al faraó liderant una processó de membres de la seva família: les seves dues Grans Esposes Reials, Merit-Ra Hatxepsut i Satiah, la seva dona Nebtu i la seva filla Nefertari. Els noms de Satiah i Nefertari van seguits de maa kheru, que indica que ja havien mort quan es va fer la tomba. A diferència del nom de les altres dues dones, el nom de Nebtu no està inclòs en un cartutx, i el seu únic títol era "Esposa del Rei" (ḥmt-nỉswt).
Tenia una finca, l'administrador de la qual, Nebamun, va ser enterrat a la TT24.
Hi havia una deessa anomenada Nebtu, també anomenada Nebtuwi, que era la deïtat de l'oasi del desert i esposa de Khnum.